# DIDS
4,4'-диизотиоциано-2,2'-стильбен-дисульфоновая кислота (англ. 4,4'-diisothiocyano-2,2'-stilbene-disulfonic acid, DIDS) — химическое соединение, производное транс-стильбена, классический ингибитор анионного транспорта через биологические мембраны.